# Wuling Asta
Wuling Asta (кит. 五菱星辰; пиньинь Wǔlíng Xīngchén) — компактный кроссовер, выпускающийся с 2021 года подразделением SAIC-GM-Wuling.

## Описание
Wuling Asta был представлен в апреле 2021 года на Шанхайском автосалоне. Он базируется на той же платформе, что и Baojun 530.
Дизайн Asta повторяет дизайн Victory, с трапециевидной радиаторной решёткой в виде крыла и светодиодной подсветкой в форме бумеранга. Также имеется серебристый корпоративный логотип.
Asta приводится в движение 1,5-литровым четырёхцилиндровым турбодвигателем LJO мощностью 108 кВт (145 л. с.) в паре с шестиступенчатой механической или бесступенчатой трансмиссией.
После Victory, Asta является второй моделью, разработанной для мировых рынков. Изначально Asta продавался только на внутреннем китайском рынке, а с 2022 года автомобиль экспортируется в другие страны.

### Asta HEV
Asta HEV выпускается с августа 2022 года. Он оснащён 2,0-литровым бензиновым двигателем с циклом Аткинсона мощностью 100 кВт (134 л. с.) в паре со специальной гибридной трансмиссией (DHT), производящей общую мощность 130 кВт (174 л. с.) и крутящий момент 320 Н⋅м. До 60 км/ч автомобиль разгоняется за 3,2 сек., а до 100 км/ч — за 7,8 сек. Запас хода составляет 1100 км, а расход топлива — 4,6 л/100 км.